# Ања Тончић
Ања Тончић (1996, Београд) је мулти-дисциплинарна уметница и научни истраживач. Дипломирала је и мастерирала на Факултету ликовних уметности у Београду, на одсеку сликарство, 2019. године. Од 2021. године је активна у научно-академским нивоима у областима термодинамике и статистичке механике. Од 2013. учесница је на преко 90 групних и 15 самосталних излагачких пројеката у земљи и иностранству. Од 2019. године је представница Савета Ректората Универзитета уметности у Београду. Чланица је Удружења ликовних уметника Србије (УЛУС) од 2020. године. Добитница је 12 награда из области ликовне и научне уметничке праксе и теорије док се њени радови налазе у 9 јавних институционалних колекција (укључујући откупну награду Галерије Фабриано (Италија) и престижну „Риста и Бета Вукановић – сликарска награда“ у Београду). Њени радови се између осталог налазе и у колекцијама Физичког факултета у Београду, Галерије X Витамин, Галерије ОСТЕН у Македонији, Галерије Фабриано у Италији, Галерије Деген у Базелу, као и у већим приватним колекцијама у Србији, Аустрији, Француској, Немачкој, Швајцарској, Јапану, Сингапуру, САД, Аргентини и Индији.
А. Тончић ради на пресецима визуелних уметности, статистичке физике и акустике. Њен рад се фокусира на процесе кибернетике, осцилација, рефракција и појма (цикличне) генеративности, користећи медије као што су цртеж, инсталације, сликарство, звук, објекти, фотографија, просторна динамика, као и примењена наука у ликовним односима.

## Биографија
Ања је завршила Прву београдску гимназију. Што се тиче уметничког образовања, дипломирала је 2018. године и мастерирала 2019. године на Факултету ликовних уметности у Београду, оба на одсеку за сликарство под менторством професора Милете Продановића. Изабрана је за најбољег студента генерације 2019. године Факултета ликовних уметности у Београду. Од 2018. године активно сарађује са галеријом X Витамин у Београду, као и са ИТП-ом у Бечу (Institute for Theoretical Physics – Technische Universitat Wien) као аналитичка саветница. Од 2023. године је редован сарадник са Institute for fusion and instrumentation sciences in nuclear environments (ISFIN)  у оквиру Универзитета природних наука у Марсеју. Од 2024. је консултант за Источну Европу у оквиру међународне организације The Science Gallery Network.

## Други о њеном раду
Тончић преиспитује начине привидно статичних оквира ликовне уметности у својим техничким дометима како би створила призоре и реакције који се не баве ни апстракцијом ни репрезентацијом, већ проширују границе приказа физичких процеса као што су ритам, осцилација и светлост у сврси креативних агенса. Користећи монохроматску скалу, ауторка креира међуодносе динамичких вредности, сличне онима које у музици познајемо као композицију у акустичним релацијама; то јест, састав универзалних система, независтан од наратива, дескрипције или спектакла материјалних усиљености. Ипак, ауторка остаје прецизна у погледу сложених система (пренос лонгитудиналних таласа, хармонијских осцилатора, електромагнетне индукције...), које проучава на егзактном нивоу у оквиру истраживања с ИТП-ом (Институт за теоријску физику – Technische Universitat) у Бечу, од 2019. године до сада, али их генерише у уметничком смислу не намећући посматрачу стриктно аналитички задатак. Њено често свесно поигравање на дводимензионалним основама као што су празан папир или бело платно јесте оно што њену праксу издваја и отклања од покушаја симулације, иако своје радове комбинује с објектима рефлексије – стаклени премаз и огледала, извор светлости никада није вештачки и рефракције (преламања), упркос својој природи, искључиво су грађени на овим делима током конструисања интерференција гестова, што чини готово немогућим да се предетерминише ток једног рада. Непатвореност овакве ритмичке импровизације јесте оно у чему ауторка проналази циљ тежећи да сферу егзактног третира као поље варијабилности и предмет нужног индивидуалног искуства, а не теорије. Пракса Ање Тончић бави се виртуелношћу и сензибилном страном научних дисциплина. Чин сите-специфиц инсталација и ручног изведених трагова пружа уметници идентитет између размишљања и предузимања акције у вези с аналогијама између науке и визуелне уметности. Директна и сирова енергија ове серије радова укључује гледаоца од првог тренутка, али иако оваква темељно изведена артикулација пејзажа реактивних форми улази у наша чула, она у исто време и пориче наше присуство, наговештавајући опасности бесконачних апсолута.” Исидора Хаврот

## Галерија
- Датотека:Anja Toncic 11.jpg
- Anja Tončić vizuelna umetnica i istraživačAnja Tončić vizuelna umetnica i istraživač
- Датотека:Anja Toncic.studiowork.jpg
- Датотека:Anja Toncic studiowork2.jpg
- Датотека:Anja Tončić studiowork3.jpg